# Liste des champions du monde poids welters de boxe anglaise
Liste des champions du monde de boxe poids welters reconnus par les organisations suivantes :
- La WBA[2] (World Boxing Association), fondée en 1921 et succédant à la NBA (National Boxing Association) en 1962,
- La WBC[3] (World Boxing Council), fondée en 1963,
- L'IBF[4] (International Boxing Federation), fondée en 1983,
- La WBO[5] (World Boxing Organization), fondée en 1988.

Avant 1921, les champions du monde étaient reconnus en tant que tel par le public sans qu’il n’y ait d’organisme particulier pour gérer l’attribution de ce titre.
Mise à jour : 29 mars 2025

## Hommes
| Gain du titre | Perte du titre    | Champion               | Champion                    | Reconnaissance           | Défenses |
| --- | ----------------- | ---------------------- | --------------------------- | ------------------------ | -------- |
| 30 octobre 1888 | 1890              | Paddy Duffy            | États-Unis                  | Unanime                  | 0        |
| Duffy meurt le 19 juillet 1890 de la tuberculose alors qu'il est toujours considéré comme le champion de la catégorie. |                   |                        |                             |                          |          |
| 14 décembre 1892 | 26 juillet 1894   | Mysterious Billy Smith | Canada                      | Unanime                  | 1        |
| 26 juillet 1894 | 1898              | Tommy Ryan             | États-Unis                  | Unanime                  | 1        |
| Ryan laisse son titre vacant et devient champion du monde des poids moyens le 24 octobre 1898. |                   |                        |                             |                          |          |
| 25 août 1898 | 15 janvier 1900   | Mysterious Billy Smith | Canada                      | Unanime                  | 2        |
| 15 janvier 1900 | 16 octobre 1900   | James Rube Ferns       | États-Unis                  | Unanime                  | 2        |
| 16 octobre 1900 | 24 mai 1901       | Matty Matthews         | États-Unis                  | Unanime                  | 1        |
| 24 mai 1901 | 18 décembre 1901  | James Rube Ferns       | États-Unis                  | Unanime                  | 2        |
| 18 décembre 1901 | 29 avril 1904     | Joe Walcott            | Royaume-Uni                 | Unanime                  | 4        |
| 29 avril 1904 | 1904              | Dixie Kid              | États-Unis                  | Unanime                  | 0        |
| Dixie Kid laisse son titre vacant. Le titre est d'abord remis en jeu le 5 septembre 1904 entre Joe Walcott et Sam Langford mais le combat se soldera par un match nul controversé. Puis Walcott le récupérera le 10 juillet 1906 face à Jack Dougherty. |                   |                        |                             |                          |          |
| 10 juillet 1906 | 16 octobre 1906   | Joe Walcott            | Royaume-Uni                 | Unanime                  | 1        |
| 16 octobre 1906 | 23 avril 1907     | Honey Mellody          | États-Unis                  | Unanime                  | 2        |
| 23 avril 1907 | 1908              | Mike Twin Sullivan     | États-Unis                  | Unanime                  | 2        |
| Sullivan laisse son titre vacant. |                   |                        |                             |                          |          |
| 20 avril 1908 | Janvier 1911      | Harry Lewis            | États-Unis                  | Unanime                  | 3        |
| Lewis laisse son titre vacant et poursuit sa carrière en poids moyens. |                   |                        |                             |                          |          |
| 21 mars 1914 | 1er juin 1915     | Matt Wells             | Royaume-Uni                 | Unanime                  | 0        |
| 1er juin 1915 | 22 juin 1915      | Mike Glover            | États-Unis                  | Unanime                  | 0        |
| 22 juin 1915 | 31 août 1915      | Jack Britton           | États-Unis                  | Unanime                  | 0        |
| 31 août 1915 | 24 avril 1916     | Ted Lewis              | Royaume-Uni                 | Unanime                  | 6        |
| 24 avril 1916 | 25 juin 1917      | Jack Britton           | États-Unis                  | Unanime                  | 5        |
| 25 juin 1917 | 17 mars 1919      | Ted Lewis              | Royaume-Uni                 | Unanime                  | 6/7      |
| 17 mars 1919 | 1er novembre 1922 | Jack Britton           | États-Unis                  | Unanime                  | 13       |
| 1er novembre 1922 | 20 mai 1926       | Mickey Walker          | États-Unis                  | Unanime                  | 6/7      |
| 20 mai 1926 | 3 juin 1927       | Pete Latzo             | États-Unis                  | Unanime                  | 1        |
| 3 juin 1927 | 25 juillet 1929   | Joe Dundee             | États-Unis                  | Unanime                  | 1        |
| 25 juillet 1929 | 9 mai 1930        | Jackie Fields          | États-Unis                  | Unanime                  | 0        |
| 9 mai 1930 | 5 septembre 1930  | Young Jack Thompson    | États-Unis                  | Unanime                  | 0        |
| 5 septembre 1930 | 14 avril 1931     | Tommy Freeman          | États-Unis                  | Unanime                  | 0        |
| 14 avril 1931 | 23 octobre 1931   | Young Jack Thompson    | États-Unis                  | Unanime                  | 0        |
| 23 octobre 1931 | 28 janvier 1932   | Lou Brouillard         | Canada                      | Unanime                  | 0        |
| 28 janvier 1932 | 22 février 1933   | Jackie Fields          | États-Unis                  | Unanime                  | 0        |
| 22 février 1933 | 29 mai 1933       | Young Corbett III      | Italie                      | Unanime                  | 0        |
| 29 mai 1933 | 28 mai 1934       | Jimmy McLarnin         | Canada                      | Unanime                  | 0        |
| 28 mai 1934 | 17 septembre 1934 | Barney Ross            | États-Unis                  | Unanime                  | 0        |
| 17 septembre 1934 | 28 mai 1935       | Jimmy McLarnin         | Canada                      | Unanime                  | 0        |
| 28 mai 1935 | 31 mai 1938       | Barney Ross            | États-Unis                  | Unanime                  | 1        |
| 31 mai 1938 | 4 octobre 1940    | Henry Armstrong        | États-Unis                  | Unanime                  | 18       |
| 4 octobre 1940 | 29 juillet 1941   | Fritzie Zivic          | États-Unis                  | Unanime                  | 1        |
| 29 juillet 1941 | 1er février 1946  | Freddie Cochrane       | États-Unis                  | Unanime                  | 0        |
| 1er février 1946 | 1946              | Marty Servo            | États-Unis                  | Unanime                  | 0        |
| Servo laisse son titre vacant pour affronter Rocky Graziano. |                   |                        |                             |                          |          |
| 20 décembre 1946 | 9 août 1950       | Sugar Ray Robinson     | États-Unis                  | Unanime                  | 5        |
| Robinson laisse son titre vacant pour boxer en poids moyens. |                   |                        |                             |                          |          |
| 14 mars 1951 | 18 mai 1951       | Johnny Bratton         | États-Unis                  | Unanime                  | 0        |
| 18 mai 1951 | 20 octobre 1954   | Kid Gavilan            | Cuba                        | Unanime                  | 7        |
| 20 octobre 1954 | 1er avril 1955    | Johnny Saxton          | États-Unis                  | Unanime                  | 0        |
| 1er avril 1955 | 10 juin 1955      | Tony DeMarco           | États-Unis                  | Unanime                  | 0        |
| 10 juin 1955 | 14 mars 1956      | Carmen Basilio         | États-Unis                  | Unanime                  | 7        |
| 14 mars 1956 | 12 septembre 1956 | Johnny Saxton          | États-Unis                  | Unanime                  | 0        |
| 12 septembre 1956 | 22 février 1957   | Carmen Basilio         | États-Unis                  | Unanime                  | 1        |
| Basilio laisse son titre vacant pour préparer son championnat du monde des poids moyens face à Sugar Ray Robinson. |                   |                        |                             |                          |          |
| 6 juin 1958 | 5 décembre 1958   | Virgil Akins           | États-Unis                  | Unanime                  | 0        |
| 5 décembre 1958 | 27 mai 1960       | Don Jordan             | États-Unis                  | Unanime                  | 2        |
| 27 mai 1960 | 1er avril 1961    | Benny Paret            | Cuba                        | Unanime                  | 1        |
| 1er avril 1961 | 30 septembre 1961 | Emile Griffith         | Îles Vierges des États-Unis | Unanime                  | 1        |
| 30 septembre 1961 | 24 mars 1962      | Benny Paret            | Cuba                        | Unanime                  | 0        |
| 24 mars 1962 | 21 mars 1963      | Emile Griffith         | Îles Vierges des États-Unis | Unanime (WBA & WBC)      | 2        |
| 21 mars 1963 | 8 juin 1963       | Luis Manuel Rodríguez  | Cuba                        | Unanime (WBA & WBC)      | 0        |
| 8 juin 1963 | 10 décembre 1965  | Emile Griffith         | Îles Vierges des États-Unis | Unanime (WBA & WBC)      | 4        |
| Griffith laisse son titre vacant pour préparer son championnat du monde des poids moyens face à Dick Tiger. |                   |                        |                             |                          |          |
| 28 novembre 1966 | 18 avril 1969     | Curtis Cokes           | États-Unis                  | Unanime (WBA & WBC)      | 5        |
| 18 avril 1969 | 3 décembre 1970   | José Nápoles           | Cuba                        | Unanime (WBA & WBC)      | 3        |
| 3 décembre 1970 | 4 juin 1971       | Billy Backus           | États-Unis                  | Unanime (WBA & WBC)      | 0        |
| 4 juin 1971 | Mai 1975          | José Nápoles           | Cuba                        | Unanime (WBA & WBC)      | 9        |
| Napoles laisse son titre WBA vacant. |                   |                        |                             |                          |          |
| Mai 1975 | 6 décembre 1975   | José Nápoles           | Cuba                        | WBC                      | 1        |
| 28 juin 1975 | 17 juillet 1976   | Ángel Espada           | Porto Rico                  | WBA                      | 1        |
| 6 décembre 1975 | 22 juin 1976      | John H. Stracey        | Royaume-Uni                 | WBC                      | 1        |
| 22 juin 1976 | 14 janvier 1979   | Carlos Palomino        | Mexique                     | WBC                      | 7        |
| 17 juillet 1976 | 2 août 1980       | Pipino Cuevas          | Mexique                     | WBA                      | 11       |
| 14 janvier 1979 | 30 novembre 1979  | Wilfred Benitez        | Porto Rico                  | WBC                      | 1        |
| 30 novembre 1979 | 20 juin 1980      | Sugar Ray Leonard      | États-Unis                  | WBC                      | 1        |
| 20 juin 1980 | 25 novembre 1980  | Roberto Durán          | Panama                      | WBC                      | 0        |
| 2 août 1980 | 16 septembre 1981 | Thomas Hearns          | États-Unis                  | WBA                      | 3        |
| 25 novembre 1980 | 16 septembre 1981 | Sugar Ray Leonard      | États-Unis                  | WBC                      | 2        |
| Leonard-Hearns, combat pour la réunification des ceintures WBA & WBC, est élu combat de l'année 1981. |                   |                        |                             |                          |          |
| 16 septembre 1981 | 9 novembre 1982   | Sugar Ray Leonard      | États-Unis                  | Unanime (WBA & WBC)      | 1        |
| Leonard laisse ses titres WBA & WBC vacants le 9 novembre 1982 en raison de problèmes de vue qui l'oblige à se faire opérer. |                   |                        |                             |                          |          |
| 13 février 1983 | 4 février 1984    | Donald Curry           | États-Unis                  | WBA                      | 2        |
| 4 février 1984 | 6 décembre 1985   | Donald Curry           | États-Unis                  | WBA & IBF                | 4        |
| 13 août 1983 | 6 décembre 1985   | Milton McCrory         | États-Unis                  | WBC                      | 4        |
| 6 décembre 1985 | 27 septembre 1986 | Donald Curry           | États-Unis                  | Unanime (WBA, WBC & IBF) | 0        |
| Lloyd Honeyghan devient à la surprise générale champion unifié des poids welters en battant Curry par abandon à l'appel de la 7e reprise. |                   |                        |                             |                          |          |
| 27 septembre 1986 | 27 septembre 1986 | Lloyd Honeyghan        | Royaume-Uni                 | Unanime (WBA, WBC & IBF) | 0        |
| Honeyghan laisse immédiatement son titre WBA vacant en protestation contre l'apartheid (cette fédération ayant désigné comme challenger le sud africain Volbrecht). |                   |                        |                             |                          |          |
| 27 septembre 1986 | 28 octobre 1987   | Lloyd Honeyghan        | Royaume-Uni                 | WBC & IBF                | 3        |
| 6 février 1987 | 22 août 1987      | Mark Breland           | États-Unis                  | WBA                      | 0        |
| 22 août 1987 | 29 juillet 1988   | Marlon Starling        | États-Unis                  | WBA                      | 2        |
| Le 29 juillet 1988, Marlon Starling affronte pour sa 3e défense le colombien invaincu Tomas Molinares. Menant pour 2 des 3 juges à la fin du 6e round, il encaisse juste après le gong un coup qui l'envoie à terre pour plus que le compte. Blessé à la cheville, il ne peut reprendre le combat et perd ainsi sa ceinture. Cette décision sera transformée en « no contest » car le KO est intervenu après la fin du 6e round. Il ne réussira cependant pas à obtenir un nouveau combat de championnat WBA. |                   |                        |                             |                          |          |
| 28 octobre 1987 | 29 mars 1988      | Jorge Vaca             | Mexique                     | WBC                      | 0        |
| 29 mars 1988 | 4 février 1989    | Lloyd Honeyghan        | Royaume-Uni                 | WBC                      | 1        |
| 23 avril 1988 | 18 mars 1991      | Simon Brown            | Jamaïque                    | IBF                      | 8        |
| Simon Brown remporte le titre IBF devenu vacant après la défaite de Lloyd Honeyghan face à Jorge Vaca le 28 octobre 1987. |                   |                        |                             |                          |          |
| 4 février 1989 | 8 juillet 1990    | Mark Breland           | États-Unis                  | WBA                      | 4        |
| 4 février 1989 | 19 août 1990      | Marlon Starling        | États-Unis                  | WBC                      | 1        |
| 6 mai 1989 | 1989              | Genaro Léon            | Mexique                     | WBO                      | 0        |
| Genaro Leon remporte le 1er titre WBO des poids welters face à Danny Garcia, titre qu'il laissera vacant peu après sans l'avoir défendu. |                   |                        |                             |                          |          |
| 15 décembre 1989 | 12 février 1993   | Manning Galloway       | États-Unis                  | WBO                      | 7        |
| 8 juillet 1990 | 19 janvier 1991   | Aaron Davis            | États-Unis                  | WBA                      | 0        |
| 19 août 1990 | 18 mars 1991      | Maurice Blocker        | États-Unis                  | WBC                      | 0        |
| 19 janvier 1991 | 31 octobre 1992   | Meldrick Taylor        | États-Unis                  | WBA                      | 2        |
| 18 mars 1991 | 18 mars 1991      | Simon Brown            | Jamaïque                    | WBC & IBF                | 0        |
| Brown renonce à défendre sa ceinture IBF après le gain du titre WBC. |                   |                        |                             |                          |          |
| 18 mars 1991 | 29 novembre 1991  | Simon Brown            | Jamaïque                    | WBC                      | 0        |
| 4 octobre 1991 | 19 juin 1993      | Maurice Blocker        | États-Unis                  | IBF                      | 1        |
| 29 novembre 1991 | 6 mars 1993       | James McGirt           | États-Unis                  | WBC                      | 2        |
| 31 octobre 1992 | 4 juin 1994       | Crisanto España        | Venezuela                   | WBA                      | 2        |
| 12 février 1993 | 1993              | Gert Bo Jacobsen       | Danemark                    | WBO                      | 0        |
| Jacobsen laisse son titre WBO vacant sans l'avoir défendu. |                   |                        |                             |                          |          |
| 6 mars 1993 | 12 avril 1997     | Pernell Whitaker       | États-Unis                  | WBC                      | 8        |
| 19 juin 1993 | 18 septembre 1999 | Felix Trinidad         | Porto Rico                  | IBF                      | 15       |
| 16 octobre 1993 | 13 avril 1996     | Eamonn Loughran        | Royaume-Uni                 | WBO                      | 5        |
| 4 juin 1994 | 17 octobre 1997   | Ike Quartey            | Ghana                       | WBA                      | 7        |
| Quartey laisse son titre WBA vacant pour affronter Oscar de la Hoya (titre WBC en jeu). |                   |                        |                             |                          |          |
| 13 avril 1996 | 1996              | José Luis López        | Mexique                     | WBO                      | 1        |
| Lopez laisse son titre WBO vacant après une défense victorieuse face à Luis Ramon Campas pour affronter Ike Quartey (titre WBA en jeu). |                   |                        |                             |                          |          |
| 22 février 1997 | 1997              | Michael Loewe          | Roumanie                    | WBO                      | 1        |
| Loewe défend victorieusement une seule fois sa ceinture puis met un terme à sa carrière. |                   |                        |                             |                          |          |
| 12 avril 1997 | 18 septembre 1999 | Oscar de la Hoya       | États-Unis                  | WBC                      | 7        |
| 14 février 1998 | 6 mai 2000        | Ahmed Kotiev           | Russie                      | WBO                      | 4        |
| 10 octobre 1998 | 2000              | James Page             | États-Unis                  | WBA                      | 3        |
| Page est destitué pour ne pas avoir remis sa ceinture WBA en jeu dans le délai imparti. |                   |                        |                             |                          |          |
| 18 septembre 1999 | 2000              | Felix Trinidad         | Porto Rico                  | WBC & IBF                | 0        |
| Trinidad laisse ses titres vacants pour affronter David Reid (titre WBA des super welters en jeu). |                   |                        |                             |                          |          |
| 6 mai 2000 | 2002              | Daniel Santos          | Porto Rico                  | WBO                      | 3        |
| Santos laisse son titre vacant pour affronter Luis Ramon Campas (titre WBO des super welters en jeu). |                   |                        |                             |                          |          |
| 17 juin 2000 | 26 janvier 2002   | Shane Mosley           | États-Unis                  | WBC                      | 3        |
| 17 février 2001 | 30 mars 2002      | Andrew Lewis           | Guyana                      | WBA                      | 2        |
| 12 mai 2001 | 12 décembre 2001  | Vernon Forrest         | États-Unis                  | IBF                      | 0        |
| Forrest laisse son titre IBF vacant le 12 décembre 2001 pour affronter Shane Mosley (titre WBC en jeu). |                   |                        |                             |                          |          |
| 26 janvier 2002 | 25 janvier 2003   | Vernon Forrest         | États-Unis                  | WBC                      | 1        |
| 16 mars 2002 | 14 juillet 2007   | Antonio Margarito      | Mexique                     | WBO                      | 7        |
| 30 mars 2002 | 25 janvier 2003   | Ricardo Mayorga        | Nicaragua                   | WBA                      | 1        |
| 13 avril 2002 | 22 mars 2003      | Michele Piccirillo     | Italie                      | IBF                      | 0        |
| 25 janvier 2003 | 13 décembre 2003  | Ricardo Mayorga        | Nicaragua                   | WBA & WBC                | 1        |
| 22 mars 2003 | 13 décembre 2003  | Cory Spinks            | États-Unis                  | IBF                      | 1        |
| 13 décembre 2003 | 5 février 2005    | Cory Spinks            | États-Unis                  | WBA, WBC & IBF           | 2        |
| 5 février 2005 | 7 janvier 2006    | Zab Judah              | États-Unis                  | WBA, WBC & IBF           | 1        |
| 7 janvier 2006 | 4 novembre 2006   | Carlos Manuel Baldomir | Argentine                   | WBC                      | 1        |
| Les ceintures WBA & IBF n'étaient pas en jeu dans le combat opposant Judah à Baldomir, ce dernier ne s'étant pas acquitté des « frais de sanctions » obligatoires. Les titres WBA & IBF seront néanmoins considérés vacants après la défaite de Zab Judah. |                   |                        |                             |                          |          |
| 8 avril 2006 | 2006              | Floyd Mayweather Jr.   | États-Unis                  | IBF                      | 0        |
| Mayweather ne défend pas sa ceinture IBF préférant affronter Carlos Manuel Baldomir pour le titre WBC. |                   |                        |                             |                          |          |
| 13 mai 2006 | 2006              | Ricky Hatton           | Royaume-Uni                 | WBA                      | 0        |
| Hatton laisse son titre WBA des welters vacant préférant défendre sa ceinture IBF des super-légers. |                   |                        |                             |                          |          |
| 28 octobre 2006 | 12 avril 2008     | Kermit Cintron         | Porto Rico                  | IBF                      | 2        |
| 4 novembre 2006 | 6 juin 2008       | Floyd Mayweather Jr.   | États-Unis                  | WBC                      | 1        |
| Mayweather annonce sa retraite sportive et laisse son titre WBC vacant après avoir battu en 2007 Oscar de la Hoya puis Ricky Hatton. |                   |                        |                             |                          |          |
| 2 décembre 2006 | 26 juillet 2008   | Miguel Angel Cotto     | Porto Rico                  | WBA                      | 4        |
| 14 juillet 2007 | 9 février 2008    | Paul Williams          | États-Unis                  | WBO                      | 0        |
| 9 février 2008 | 7 juin 2008       | Carlos Quintana        | Porto Rico                  | WBO                      | 0        |
| 12 avril 2008 | 26 juillet 2008   | Antonio Margarito      | Mexique                     | IBF                      | 0        |
| Margarito ne défend pas sa ceinture IBF préférant affronter Miguel Cotto pour le titre WBA. |                   |                        |                             |                          |          |
| 7 juin 2008 | 29 novembre 2008  | Paul Williams          | États-Unis                  | WBO                      | 0        |
| Williams ne défend pas sa ceinture WBO préférant combattre en moyen. |                   |                        |                             |                          |          |
| 21 juin 2008 | 16 avril 2011     | Andre Berto            | États-Unis                  | WBC                      | 5        |
| 26 juillet 2008 | 24 janvier 2009   | Antonio Margarito      | Mexique                     | WBA                      | 0        |
| 2 août 2008 | 16 avril 2009     | Joshua Clottey         | Ghana                       | IBF                      | 0        |
| Le 16 avril 2009, Clottey doit laisser sa ceinture IBF vacante afin d'affronter Miguel Cotto, titre WBO des welters en jeu le 13 juin. |                   |                        |                             |                          |          |
| 24 janvier 2009 | 21 mai 2010       | Shane Mosley           | États-Unis                  | WBA                      | 0        |
| Le 1er mai 2010, Shane Mosley s'incline aux points face à Floyd Mayweather Jr. Mayweather ayant refusé de payer les honoraires requis pour que le titre WBA soit en jeu, celle-ci destitue Mosley de son statut de super champion le 21 mai 2010. L'ukrainien Viacheslav Senchenko, jusqu'alors champion régulier de la WBA, devient champion à part entière de cette fédération. |                   |                        |                             |                          |          |
| 21 février 2009 | 14 novembre 2009  | Miguel Angel Cotto     | Porto Rico                  | WB0                      | 1        |
| 1er août 2009 | 11 décembre 2009  | Isaac Hlatshwayo       | Afrique du Sud              | IBF                      | 0        |
| 14 novembre 2009 | 9 juin 2012       | Manny Pacquiao         | Philippines                 | WBO                      | 3        |
| 11 décembre 2009 | 3 septembre 2011  | Jan Zaveck             | Slovénie                    | IBF                      | 3        |
| 21 mai 2010 | 29 avril 2012     | Viacheslav Senchenko   | Ukraine                     | WBA                      | 2        |
| 16 avril 2011 | 17 septembre 2011 | Victor Ortiz           | États-Unis                  | WBC                      | 0        |
| 3 septembre 2011 | 9 novembre 2011   | Andre Berto            | États-Unis                  | IBF                      | 0        |
| Berto laisse sa ceinture IBF vacante. |                   |                        |                             |                          |          |
| 17 septembre 2011 | 3 mai 2014        | Floyd Mayweather Jr.   | États-Unis                  | WBC                      | 2        |
| 29 avril 2012 | 22 juin 2013      | Paul Malignaggi        | États-Unis                  | WBA                      | 1        |
| 9 juin 2012 | 20 octobre 2012   | Randall Bailey         | États-Unis                  | IBF                      | 0        |
| 9 juin 2012 | 12 avril 2014     | Timothy Bradley        | États-Unis                  | WBO                      | 2        |
| 20 octobre 2012 | 7 décembre 2013   | Devon Alexander        | États-Unis                  | IBF                      | 1        |
| 22 juin 2013 | 14 décembre 2013  | Adrien Broner          | États-Unis                  | WBA                      | 0        |
| 7 décembre 2013 | 16 août 2014      | Shawn Porter           | États-Unis                  | IBF                      | 1        |
| 14 décembre 2013 | 3 mai 2014        | Marcos Rene Maidana    | Argentine                   | WBA                      | 0        |
| 12 avril 2014 | 2 mai 2015        | Manny Pacquiao         | Philippines                 | WBO                      | 1        |
| 3 mai 2014 | 2 mai 2015        | Floyd Mayweather Jr.   | États-Unis                  | WBA & WBC                | 2        |
| 16 août 2014 | 27 mai 2017       | Kell Brook             | Royaume-Uni                 | IBF                      | 3        |
| 2 mai 2015 | 6 juillet 2015    | Floyd Mayweather Jr.   | États-Unis                  | WBA, WBC & WBO           | 0        |
| Mayweather est dépossédé de son titre WBO. |                   |                        |                             |                          |          |
| 2 mai 2015 | Novembre 2015     | Floyd Mayweather Jr.   | États-Unis                  | WBA & WBC                | 2        |
| Le ceintures WBA & WBC sont vacantes après l'annonce de la retraite sportive de Floyd Mayweather Jr. |                   |                        |                             |                          |          |
| 7 novembre 2015 | 9 février 2016    | Timothy Bradley        | États-Unis                  | WBO                      | 0        |
| Bradley laisse son titre WBO vacant pour affronter une 3e fois Manny Pacquiao. |                   |                        |                             |                          |          |
| 23 janvier 2016 | 4 mars 2017       | Danny Garcia           | États-Unis                  | WBC                      | 0        |
| 5 mars 2016 | 5 novembre 2016   | Jessie Vargas          | États-Unis                  | WBO                      | 0        |
| 25 juin 2016 | 4 mars 2017       | Keith Thurman          | États-Unis                  | WBA                      | 1        |
| 5 novembre 2016 | 2 juillet 2017    | Manny Pacquiao         | Philippines                 | WBO                      | 0        |
| 4 mars 2017 | 24 avril 2018     | Keith Thurman          | États-Unis                  | WBA & WBC                | 0        |
| Thurman laisse son titre WBC vacant le 24 avril 2018. |                   |                        |                             |                          |          |
| 27 mai 2017 | 28 septembre 2019 | Errol Spence Jr.       | États-Unis                  | IBF                      | 3        |
| 2 juillet 2017 | 9 juin 2018       | Jeff Horn              | Australie                   | WBO                      | 1        |
| 24 avril 2018 | 20 juillet 2019   | Keith Thurman          | États-Unis                  | WBA                      | 2        |
| 9 juin 2018 | 29 juillet 2023   | Terence Crawford       | États-Unis                  | WBO                      | 7        |
| 8 septembre 2018 | 28 septembre 2019 | Shawn Porter           | États-Unis                  | WBC                      | 1        |
| 20 juillet 2019 | 29 janvier 2021   | Manny Pacquiao         | Philippines                 | WBA                      | 0        |
| Pacquiao est destitué par la WBA pour ne pas avoir remis son titre en jeu. |                   |                        |                             |                          |          |
| 28 septembre 2019 | En cours          | Errol Spence Jr.       | États-Unis                  | WBC & IBF                | 2        |
| 21 août 2021 | 16 avril 2022     | Yordenis Ugás          | Cuba                        | WBA                      | 0        |
| 16 avril 2022 | 29 juillet 2023   | Errol Spence Jr.       | États-Unis                  | WBA, WBC & IBF           | 0        |
| 29 juillet 2023 | 9 novembre 2023   | Terence Crawford       | États-Unis                  | WBA, WBC, IBF & WBO      | 0        |
| Crawford est destitué par l'IBF pour ne pas avoir affronté son challenger officiel, Jaron Ennis, dans le délai imparti. |                   |                        |                             |                          |          |
| 9 novembre 2023 | 27 mai 2024       | Terence Crawford       | États-Unis                  | WBA, WBC & WBO           | 0        |
| La WBC déclare Crawford champion en repos le 27 mai 2024, ce dernier préférant affronter Israil Madrimov pour le titre WBA des poids super-welters. |                   |                        |                             |                          |          |
| 27 mai 2024 | 12 août 2024      | Terence Crawford       | États-Unis                  | WBA & WBO                | 0        |
| Crawford est destitué de son titre WBO. |                   |                        |                             |                          |          |
| 13 juillet 2024 | En cours          | Jaron Ennis            | États-Unis                  | IBF                      |          |
| 12 août 2024 | En cours          | Terence Crawford       | États-Unis                  | WBA                      |          |
| 29 mars 2025 | En cours          | Brian Norman Jr.       | États-Unis                  | WBO                      |          |